# Яблунівка (Бобринецький район)
Яблунівка — колишній населений пункт в Кіровоградській області у складі Бобринецького району.

## Стислі відомості
В 1930-х роках — у складі Бобринецького району Одеської області.
В часі Голодомору 1932—1933 років від нелюдської смерті в селах Яблунівка,  Грузьке і Мар'янівка	померло не менше 29 людей.
Дата зникнення станом на квітень 2023 року невідома.